# یواس‌اس گارفیلد تامس (دی‌ای-۱۹۳)
یواس‌اس گارفیلد تامس (دی‌ای-۱۹۳) (به انگلیسی: USS Garfield Thomas (DE-193)) یک کشتی بود که طول آن ۳۰۶ فوت (۹۳ متر) بود. این کشتی در سال ۱۹۴۳ ساخته شد.